# Méture
La méture (du latin mixtura, signifiant « mélange »), est un pain traditionnel réalisé à base de farine de maïs dans les Landes et les Pyrénées-Atlantiques, plus précisément dans le bassin de l'Adour.

## Présentation
Ce pain est relativement lourd et à mie jaune. Fermenté au levain et cuit traditionnellement dans un moule rond et haut, garni de feuilles de chou cavalier, il se mange grillé, émietté dans du lait ou de la garbure.
Son origine est vraisemblablement due à l'importation du maïs par les côtes atlantiques. 
En Normandie, le pain de méteil est synonyme de méture, cependant la composition du méteil n'est pas de maïs, mais de farines de seigle et blé à parts égales.